# Terra
|  | Per a altres significats, vegeu «Terra (desambiguació)». |

La Terra és el tercer planeta del sistema solar atenent la seva proximitat al Sol i l'únic astre que se sap que té vida. Un 29% de la seva superfície és coberta per terra en forma de continents i illes i un 71% per aigua, la major part de la qual es troba als mars i els oceans, que formen la hidrosfera conjuntament amb els llacs, els rius i altres masses d'aigua dolça. Gran part de les regions polars està coberta de gel. La capa exterior de la Terra es divideix en nombroses plaques tectòniques rígides que es mouen per la superfície al llarg de períodes de molts milions d'anys. El seu interior roman actiu, amb un nucli intern sòlid, un nucli extern líquid que genera el camp magnètic de la Terra i un mantell convectiu que impulsa la tectònica de plaques.
L'atmosfera de la Terra es compon majoritàriament de nitrogen i oxigen. L'energia solar incideix amb més intensitat a les regions tropicals que a les polars i és redistribuïda per la circulació atmosfèrica i oceànica. El vapor d'aigua té una presència important a l'atmosfera, on forma núvols que cobreixen la majoria del planeta. Els gasos amb efecte d'hivernacle, com el diòxid de carboni, atrapen una part de l'energia solar prop de la superfície. El clima de cada regió ve determinat per la latitud, el terreny i l'altitud, així com les eventuals masses d'aigua pròximes i els seus corrents. Els fenòmens meteorològics extrems, incloent-hi els ciclons tropicals, les tronades i les onades de calor, poden afectar gairebé totes les contrades del món i tenen un impacte significatiu sobre els organismes que habiten la Terra.
La Terra, un el·lipsoide d'aproximadament 40.000 km de circumferència, és el planeta més dens del sistema solar, així com el més gros i massiu dels planetes tel·lúrics. Orbitant a uns vuit minuts llum del Sol, triga un any (aproximadament 365,25 dies) a completar una revolució al voltant de l'astre rei.
El planeta es va formar fa aproximadament 4.600 milions d'anys, i hi va aparèixer vida al cap de 1.000 milions d'anys. La biosfera de la Terra ha alterat significativament l'atmosfera i altres condicions abiòtiques, permetent la proliferació d'organismes aeròbics i la formació de la capa d'ozó que, juntament amb el camp magnètic terrestre, bloqueja la radiació solar perjudicial. Les propietats físiques de la Terra, així com la seva història geològica i òrbita, han permès que la vida persisteixi durant aquest període. S'espera que el planeta pugui tenir vida durant com a mínim 500 milions d'anys més.
La Terra interacciona amb altres objectes de l'espai, especialment el Sol i la Lluna. Actualment, la Terra completa una òrbita al voltant del Sol un cop cada 366,26 vegades que gira sobre el seu propi eix, que és equivalent a 365,26 dies solars o un any sideri. L'eix de rotació de la Terra està inclinat 23,4° respecte a la perpendicular del pla orbital, produint variacions estacionals a la superfície del planeta amb un període d'un any tropical (365,24 dies solars). L'únic satèl·lit natural de la Terra, la Lluna, que va començar a girar al seu voltant fa uns 4.530 milions d'anys, crea les marees, n'estabilitza la inclinació axial i alenteix gradualment la rotació del planeta. Fa entre 3.800 i 4.100 milions d'anys, nombrosos impactes d'asteroide durant el Gran Bombardeig Tardà van provocar canvis significatius a l'ambient de la superfície.
Tant els recursos minerals del planeta, com els productes de la biosfera, contribueixen recursos que s'utilitzen per alimentar la població mundial. Aquests habitants s'agrupen en uns 200 estats independents, que interaccionen per mitjà de diplomàcia, comerç i accions militars. Les cultures humanes han desenvolupat visions molt diverses del planeta, incloent-hi personificacions com una deïtat, una creença en una Terra plana o com al centre de l'Univers.

## Composició i estructura
La Terra és un planeta terrestre, la qual cosa significa que és un cos rocós, en lloc d'un gegant gasós com Júpiter. És el més gros dels quatre planetes terrestres del sistema solar en mida i massa. D'aquests quatre planetes, la Terra també té la densitat més gran, la gravetat superficial més alta, el camp magnètic més fort i la rotació més ràpida. També és l'únic planeta terrestre amb tectònica de plaques activa.

### Forma

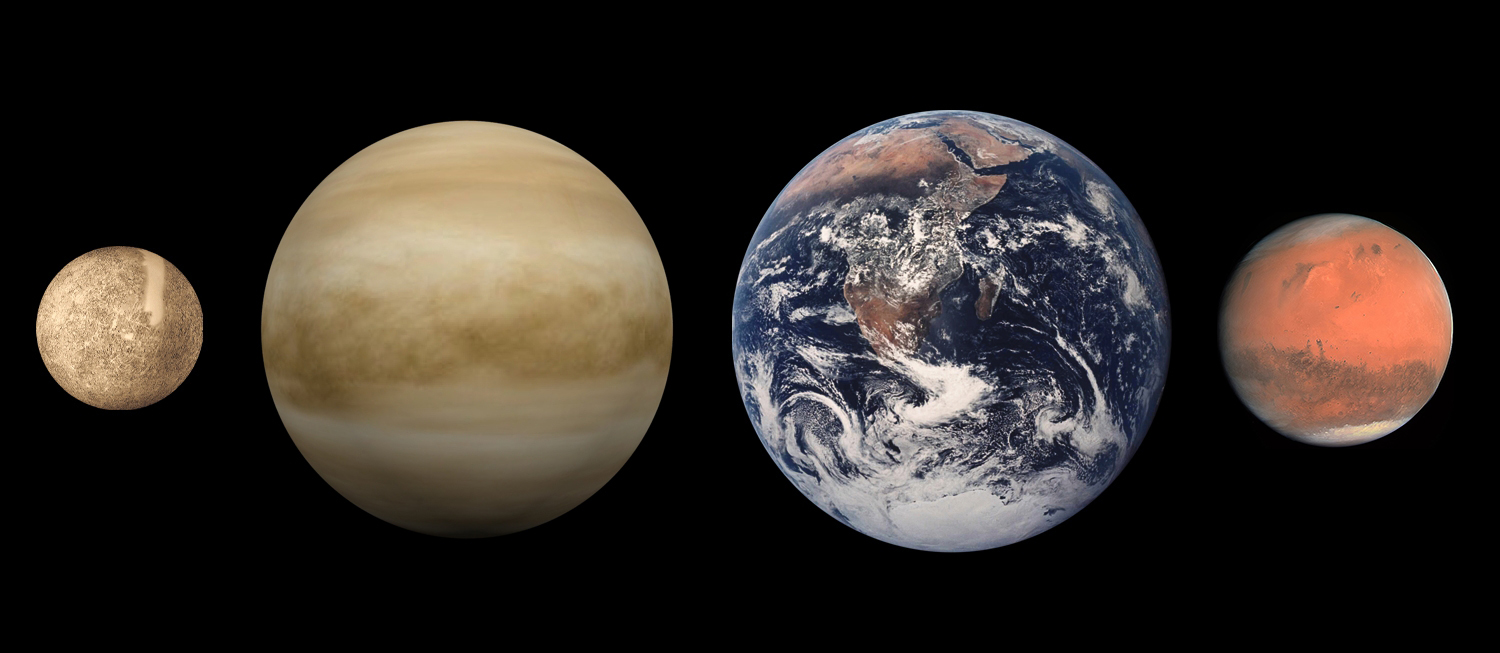
Comparació dels planetes interiors (d'esquerra a dreta): Mercuri, Venus, la Terra i Mart

La forma de la Terra és molt propera a la d'un esferoide oblat, una esfera aixafada al llarg de l'eix de pol a pol de tal manera que hi hagi un bony al voltant de l'equador. Aquest bony és degut a la rotació de la Terra, i fa que el diàmetre a l'equador sigui 43 km més gran que el diàmetre dels pols. El diàmetre mitjà de l'esferoide de referència és d'uns 12.742 km, que és aproximadament 40.000 km/π, ja que el metre es va definir originalment com a 1/10.000.000 de la distància de l'equador al pol Nord passant per París (França).
La topografia local es desvia d'aquest esferoide ideal, tot i que a escala global aquestes desviacions són diminutes: la Terra té una tolerància d'una part de cada 584, o 0,17%, de l'esferoide de referència. És menys, per tant, que la tolerància del 0,22% permesa en boles de billar. Les desviacions locals més grans a la superfície rocosa de la Terra són el mont Everest (8.848 m sobre el nivell del mar local) i la fossa de les Mariannes (10.911 m sota el nivell del mar local). A causa de la deformació equatorial, les localitzacions de la superfície més llunyanes del centre de la Terra són els pics del Chimborazo a l'Equador i Huascarán al Perú.
| Compost               | Fórmula | Composició  | Composició |
| Compost               | Fórmula | Continental | Oceànic    |
| --------------------- | ------- | ----------- | ---------- |
| Diòxid de silici      | SiO₂    | 60,2%       | 48,6%      |
| Òxid d'alumini        | Al₂O₃   | 15,2%       | 16,5%      |
| Òxid de calci         | CaO     | 5,5%        | 12,3%      |
| Òxid de magnesi       | MgO     | 3,1%        | 6,8%       |
| Òxid de ferro(II)     | FeO     | 3,8%        | 6,2%       |
| Òxid de sodi          | Na₂O    | 3,0%        | 2,6%       |
| Òxid de potassi       | K₂O     | 2,8%        | 0,4%       |
| Òxid de ferro(III)    | Fe₂O₃   | 2,5%        | 2,3%       |
| Aigua                 | H₂O     | 1,4%        | 1,1%       |
| Diòxid de carboni     | CO₂     | 1,2%        | 1,4%       |
| Diòxid de titani      | TiO₂    | 0,7%        | 1,4%       |
| Pentaòxid de difòsfor | P₂O₅    | 0,2%        | 0,3%       |
| Total                 | Total   | 99,6%       | 99,9%      |

### Composició química
La massa de la Terra és d'aproximadament 5,98×1024 kg. Està composta principalment de ferro (32,1%), oxigen (30,1%), silici (15,1%), magnesi (13,9%), sofre (2,9%), níquel (1,8%), calci (1,5%), i alumini (1,4%); l'1,2% restant consisteix en quantitats en traces d'altres elements. Es creu que la regió del nucli està formada principalment de ferro (88,8%), amb quantitats inferiors de níquel (5,8%), sofre (4,5%), i menys d'un 1% d'elements en traces.
El geoquímic F. W. Clarke va calcular que poc més d'un 47% de l'escorça de la Terra consisteix d'oxigen. Els components de les roques més comunes de l'escorça terrestre són gairebé tots òxids; el clor, el sofre i el fluor són les úniques excepcions importants i la seva quantitat total en qualsevol roca és generalment molt menys que un 1%. Els principals òxids són la sílice, l'alúmina, òxids de ferro, calç, magnesi, potassa i sosa. La sílice funciona principalment com a àcid, formant silicats, i tots els minerals més comuns de les roques ígnies són d'aquesta naturalesa. D'un càlcul basat en 1.672 anàlisis de tota mena de roca, Clarke va deduir que el 99,22% estaven compostes d'11 òxids (vegeu taula a la dreta). La resta de constituents només es troben en quantitats molt petites.
| Ferro           | 34,6% |
| Oxigen          | 29,5% |
| Silici          | 15,2% |
| Magnesi         | 12,7% |
| Níquel          | 2,4%  |
| Sofre           | 1,9%  |
| Titani          | 0,05% |
| Altres elements | 3,65% |

### Estructura interna
L'interior de la Terra, com el de tots els planetes terrestres, es divideix en capes segons les seves propietats químiques o físiques. Tanmateix, al contrari que la resta de planetes terrestres, té un nucli intern i extern distingits. La capa exterior de la Terra és una escorça de silicats, damunt d'un mantell sòlid altament viscós. L'escorça està separada del mantell per la discontinuïtat de Mohorovičić, i el gruix de l'escorça varia de mitjana: 6 km sota els oceans i 30-50 km als continents. L'escorça i la part freda, rígida i superior del mantell superior es coneix col·lectivament com a litosfera. A sota de la litosfera hi ha l'astenosfera, una capa de viscositat relativament baixa. A sota el mantell, hi ha un nucli extern líquid extremadament poc viscós al damunt d'un nucli intern sòlid. El nucli intern pot girar a una velocitat angular lleugerament més alta que la resta del planeta, avançant de 0,1 a 0,5° cada any.
| Tall des del nucli a l'exosfera. No a escala. (Cliqueu per ampliar) | Profunditat km | Capa | Densitat g/cm³ |
| ------------------------------------------------------------------- | -------------- | --- | -------------- |
| Tall des del nucli a l'exosfera. No a escala. (Cliqueu per ampliar) | 0-60           | Litosfera És la part més superficial que es comporta de manera elàstica. Comprèn l'escorça i la porció superior del mantell.                                               | —              |
| Tall des del nucli a l'exosfera. No a escala. (Cliqueu per ampliar) | 0-35           | Escorça És la capa més superficial. Està composta per basalt en les conques oceàniques i per granit en els continents.                                                     | 2,2-2,9        |
| Tall des del nucli a l'exosfera. No a escala. (Cliqueu per ampliar) | 35-60          | Mantell superior S'inicia a la Moho, que està a una profunditat mitjana de 6 km sota l'escorça oceànica i a una profunditat mitjana de 35,5 km sota l'escorça continental. | 3,4-4,4        |
| Tall des del nucli a l'exosfera. No a escala. (Cliqueu per ampliar) | 35-2890        | Mantell És una capa intermèdia entre l'escorça i el nucli. Arriba fins a una profunditat de 2.900 km. Està compost per peridotita.                                         | 3,4-5,6        |
| Tall des del nucli a l'exosfera. No a escala. (Cliqueu per ampliar) | 100-700        | Astenosfera És la porció del mantell que es comporta de manera fluida. | —              |
| Tall des del nucli a l'exosfera. No a escala. (Cliqueu per ampliar) | 2890-5100      | Nucli extern Part externa del nucli, que és líquida. | 9,9-12,2       |
| Tall des del nucli a l'exosfera. No a escala. (Cliqueu per ampliar) | 5100-6378      | Nucli intern Part interna del nucli, que és sòlida. | 12,8-13,1      |

### Escalfor
L'escalfor interna de la Terra prové d'una combinació d'escalfor residual de l'acreció planetària (un 20%) i escalfor produïda per mitjà de radioactivitat (80%). Els principals isòtops que produeixen escalfor són el potassi 40, urani 238, urani 235, i tori 232. Al centre del planeta, la temperatura pot ser de 7.000 K i la pressió pot arribar a 360 GPa. Com que gran part de l'escalfor prové de radioactivitat, els científics creuen que al principi de la història de la Terra, abans que els isòtops amb períodes de semidesintegració curts s'haguessin esgotat, la producció d'escalfor de la Terra hauria estat molt més gran. Aquesta producció d'escalfor addicional, dues vegades l'actual fa 3.000 milions d'anys, hauria augmentat la temperatura de la Terra, incrementant els ritmes de tectònica de plaques, permetent la producció de roques ígnies com les komatites que no es formen avui en dia.
| Isòtop | Alliberament d'escalfor W/kg isòtops | Període de semidesintegració anys | Concentració mitjana del mantell kg isòtop/kg mantell | Alliberament d'escalfor W/kg mantell |
| ------ | ------------------------------------ | --------------------------------- | ----------------------------------------------------- | ------------------------------------ |
| 238U   | 9,46 × 10−5                          | 4,47 × 10⁹                        | 30,8 × 10−9                                           | 2,91 × 10−12                         |
| 235U   | 5,69 × 10−4                          | 7,04 × 108                        | 0,22 × 10−9                                           | 1,25 × 10−13                         |
| 232Th  | 2,64 × 10−5                          | 1,40 × 10¹⁰                       | 124 × 10−9                                            | 3,27 × 10−12                         |
| 40K    | 2,92 × 10−5                          | 1,25 × 10⁹                        | 36,9 × 10−9                                           | 1,08 × 10−12                         |

La pèrdua mitjana d'escalfor de la Terra és de 87 mW m−2, que suposa una pèrdua global de 4.42 × 1013 W. Una part de l'energia termal del nucli es transporta cap a l'escorça per mitjà de plomes del mantell. Aquestes plomes poden produir punts calents.

### Hidrosfera
L'abundància d'aigua a la superfície de la Terra és una característica única que distingeix el «planeta blau» de la resta del sistema solar. La hidrosfera de la Terra consisteix en els oceans, que tècnicament conté totes les altres superfícies del món, incloent-hi mars interiors, llacs, rius, i aigües subterrànies d'una profunditat de fins a 2.000 m. La posició sota l'aigua més profunda és la fossa Challenger de la fossa de les Mariannes a l'oceà Pacífic amb una profunditat de 10.911,4 m.
La massa dels oceans és d'aproximadament 1,35×1018 tones, o 1/4400 de la massa total de la Terra. Els oceans cobreixen una àrea de 3,618×108 km² amb una profunditat mitjana de 3.682 m, resultant en un volum estimat d'1,332×109 km³. Si tota la terra de la Terra s'expandís uniformement, l'aigua pujaria a una altitud de més de 2,7 km. Un 97,5% de l'aigua de la terra és salada, mentre que el 2,5% restant és aigua dolça. Gran part de l'aigua dolça, un 68,7%, és actualment gel.
La salinitat mitjana dels oceans de la Terra és d'uns 35 grams de sal per quilogram d'aigua de mar (35‰). La major part d'aquesta sal es va alliberar durant activitat volcànica de roques ígnies fredes. Els oceans són també una reserva de gasos atmosfèrics dissolts, que són essencials per a la supervivència de moltes formes de vida aquàtiques. L'aigua de mar té una influència important en el clima mundial, ja que els oceans actuen com a focus calòric. Les variacions en la distribució de temperatura oceànica poden causar variacions climàtiques importants, com El Niño.

### Atmosfera
La pressió atmosfèrica a la superfície de la Terra és de mitjana 101,325 kPa, amb una alçada d'escala d'uns 8,5 km. Està composta en un 78% de nitrogen i un 21% d'oxigen, amb quantitats en traces de vapor d'aigua, diòxid de carboni i altres molècules gasoses. L'alçada de la troposfera varia amb la latitud, variant entre 8 km als pols i 17 km a l'equador, amb una mica de variació a causa del temps i factors estacionals.
La biosfera de la Terra ha alterat significativament la seva atmosfera. La fotosíntesi oxigènica va evolucionar fa 2.700 milions d'anys, formant l'atmosfera formada principalment per nitrogen i oxigen d'avui en dia. Aquest canvi va permetre la proliferació d'organismes aeròbics, així com la formació de la capa d'ozó que bloqueja la radiació solar ultraviolada, permetent al seu torn la vida a la Terra. Entre altres funcions atmosfèriques importants per la vida a la Terra hi ha el transport de vapor d'aigua, aportant gasos útils, fer que meteoroides es cremin abans d'impactar amb la superfície, i moderar la temperatura. Aquest últim fenomen es coneix com a efecte d'hivernacle: molècules en traces de l'atmosfera s'utilitzen per capturar energia tèrmica emesa des del terra, conseqüentment augmentant la temperatura mitjana. El vapor d'aigua, el diòxid de carboni, metà i ozó són els principals gasos hivernacle de l'atmosfera de la Terra. Sense aquest efecte de retenció de calor, la temperatura mitjana de la superfície seria de –18 °C i la vida molt probablement no existiria.
Les capes de l'atmosfera són: la troposfera, l'estratosfera, la mesosfera, la termosfera, i l'exosfera. Les seves altituds varien amb els canvis estacionals. La massa total de l'atmosfera és aproximadament 5,1×1018 kg.

## Òrbita i rotació
La Terra duu a terme els següents moviments de forma simultània:
- Translació sobre la seva òrbita al voltant del Sol.
- Rotació sobre el seu propi eix, moviment que determina el dia i la nit.
- Precessió associada al gir que fa l'eix instantani de rotació de la Terra, a causa de la seva lleugera inclinació.
- Nutació, una lleugera vibració perpendicular a la precessió i que ve donada per la influència gravitatòria de la Lluna en girar entorn de la Terra.

### Rotació

Animació que mostra la rotació de la terra

El període de rotació de la Terra en relació al Sol —el seu dia solar mitjà— és de 86.400 segons de temps solar mitjà (86.400,0025 segons del SI). Com que el dia solar de la Terra és lleugerament més llarg que durant el segle xix a causa de l'acceleració de la marea, cada dia és entre 0 i 2 mil·lisegons del SI més llarg.
El període de rotació de la Terra amb relació a les estrelles fixes, anomenat dia estel·lar per l'International Earth Rotation and Reference Systems Service (IERS), és de 86164,098903691 segons de tems solar mitjà, o 23h 56m 4,098903691s. El període de rotació de la Terra amb relació a l'equinocci vernal, anomenat incorrectament dia sideral, és de 86164,09053083288 segons de temps solar mitjà (UT1) (23h 56m 4,09053083288s). Per tant, el dia sideral és més curt que el dia estel·lar per uns 8,4 ms. La longitud del dia solar mitjà en segons del SI és disponible a l'IERS per als períodes 1623-2005 i 1962-2005.
A part de meteors a l'atmosfera i satèl·lits en òrbita baixa, el moviment aparent dels cossos celestes vistos des de la Terra és cap a l'oest, a una velocitat de 15°/h = 15'/min. Per a cossos propers a l'equador celeste, això és l'equivalent a un diàmetre aparent del Sol o la Lluna cada dos minuts; des de la superfície del planeta, les mides aparents del Sol i la Lluna són aproximadament les mateixes.

### Òrbita
La Terra gira al voltant del Sol a una distància mitjana d'uns 150 milions de quilòmetres cada 365,2564 dies solars mitjans, o un any sideri. Des de la Terra, això provoca un moviment aparent del Sol cap a l'est respecte les estrelles a un ritme d'aproximadament 1°/dia, o un diàmetre del Sol o la Lluna cada 12 hores. A causa d'aquest moviment, de mitjana la Terra tarda 24 hores —un dia solar— en completar una rotació sencera sobre el seu eix fins que el Sol torna al meridià. La velocitat orbital de la Terra mitjana és d'uns 29,8 km/s (104.000 km/h), que és prou ràpid per a cobrir el diàmetre del planeta (d'uns 12.600 km) en set minuts, i la distància amb la Lluna (384.000 km) en quatre hores.
La Lluna gira amb la Terra al voltant d'un baricentre comú cada 27,32 dies amb relació a les estrelles del fons. Quan es combina amb la revolució comuna del sistema Terra-Lluna al voltant del Sol, el període del mes sinòdic (de lluna nova a lluna nova), és de 29,53 dies. Vist des del pol nord celeste, el moviment de la Terra, la Lluna, i les seves rotacions axials són totes antihoraris. Vist des d'un punt de vista damunt dels pols nord del Sol i la Terra, la Terra gira en un sentit antihorari al voltant del Sol. Els plans orbitals i axials no estan precisament alineats; la inclinació axial de la Terra és d'uns 23,4 graus respecte a la perpendicular al pla Terra-Sol, i el pla Terra-Lluna està inclinat uns 5 graus respecte al pla Terra-Sol. Sense aquesta inclinació, hi hauria un eclipsi cada dues setmanes, alternant entre eclipsis de Lluna i eclipsis de Sol.
L'esfera de Hill, o esfera d'influència gravitacional, de la Terra té un radi d'aproximadament 1,5 Gm (o 1.500.000 quilòmetres). L'afeli és un 103,4% de la distància al periheli. La radiació al periheli és un 106,9% l'energia de l'afeli. Aquesta és la distància màxima a la qual la influència gravitacional de la Terra és superior a la del Sol i altres planetes. Els objectes han d'orbitar la Terra dins d'aquest radi, o acabaran atrapats per la pertorbació gravitacional del Sol.

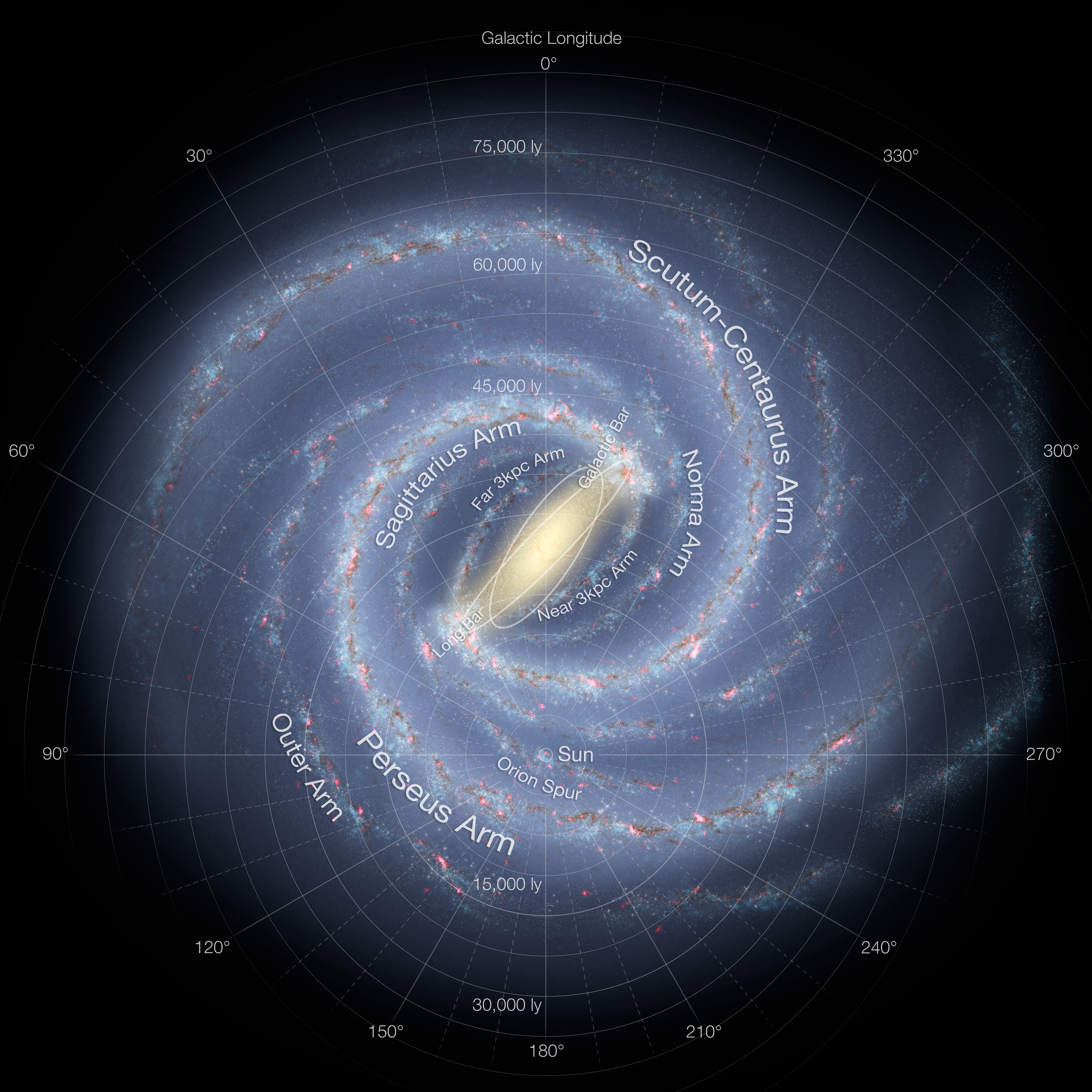
Il·lustració de la Via Làctia, mostrant la posició del Sol

La Terra, juntament amb el sistema solar, es troba a la galàxia de la Via Làctia, orbitant a uns 28.000 anys llum del centre de la galàxia. Actualment es troba a uns 20 anys llum damunt del pla equatorial de la galàxia al Braç d'Orió.

### Inclinació de l'eix i estacions
A causa de la inclinació de l'eix de la Terra, la quantitat de llum solar que arriba a un punt determinat de la superfície varia al llarg de l'any. Això provoca canvis estacionals al clima; l'estiu a l'hemisferi nord ocorre quan el pol nord apunta cap al Sol, i l'hivern quan apunta cal a la direcció oposada. Durant l'estiu, el dia dura més i el Sol puja més al cel. A l'hivern, el clima esdevé generalment més fred i els dies més curts. Per sobre del Cercle Àrtic, es produeix un cas extrem en el qual no hi ha llum del dia durant una part de l'any. A l'hemisferi nord la situació és exactament oposada, amb el pol Sud orientat cap a la direcció oposada del pol nord.

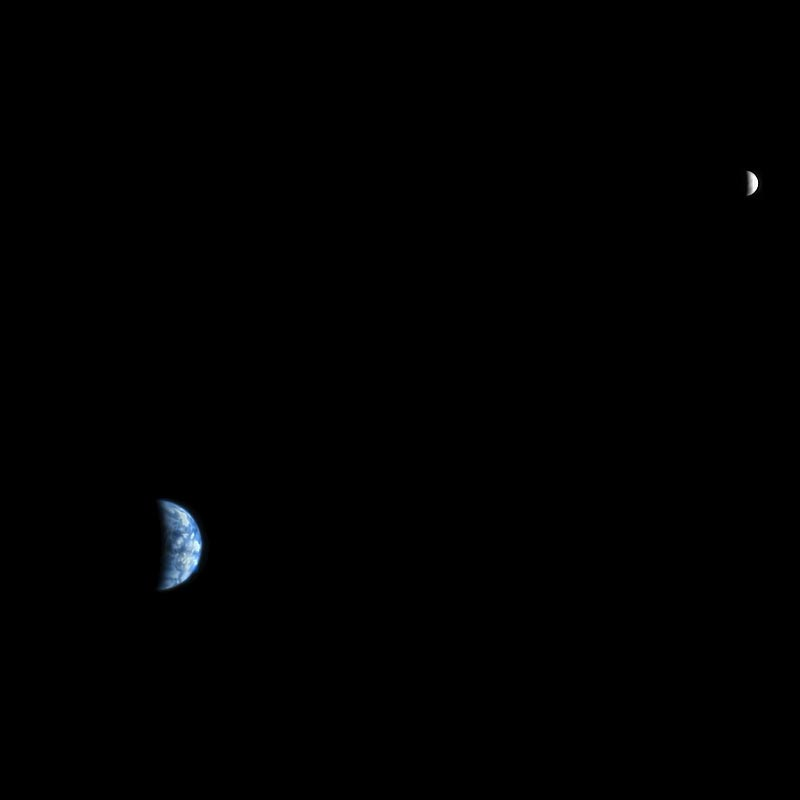
La Terra i la Lluna vistes des de Mart, fotografiades pel Mars Reconnaissance Orbiter. Des de l'espai, es pot observar com la Terra té fases similars a les de la Lluna.

Per convenció astronòmica, les quatre estacions es determinen pels solsticis —els punts de l'òrbita amb més inclinació axial respecte al Sol — i els equinoccis, quan la direcció de la inclinació i la direcció del Sol són perpendiculars. A l'hemisferi nord, el solstici d'hivern ocorre el 21 de desembre, el solstici d'estiu proper al 21 de juny, l'equinocci de primavera cap al 20 de març i l'equinocci de tardor cap al 23 de setembre. A l'hemisferi sud, la situació és oposada, amb els solsticis d'estiu i hivern intercanviats i les dates de l'equinocci de primavera i tardor intercanviades.
L'angle d'inclinació de la Terra és relativament estable al llarg de grans períodes. Tanmateix, la inclinació pateix nutació; un moviment lleuger, irregular, amb un període principal de 18,6 anys. L'orientació (en lloc de l'angle) de l'eix de la Terra també canvia al llarg del temps, precessant un cercle sencer en cicles de 25.800 anys; aquesta precessió és el motiu de la diferència entre un any sideral i un any tropical. Ambdós moviments són provocats per l'atracció variable del Sol i la Terra al bony equatorial de la Terra. Des del punt de vista de la Terra, els pols també migren uns quants metres a la superfície. Aquest moviment polar té components múltiples i cíclics, anomenats col·lectivament moviments quasiperiòdics. A part d'un component anual a aquest moviment, hi ha un cicle de 14 mesos anomenat moviment de Chandler. La velocitat rotacional de la Terra també varia en un fenomen conegut com a variació de la longitud del dia.
En èpoques modernes, el periheli de la Terra es produeix al voltant del 3 de gener, i l'afeli al voltant del 4 de juliol. Aquestes dates canvien amb el temps a causa de la precessió i altres factors orbitals, que segueixen patrons cíclics coneguts com a cicles de Milanković. La canviant distància entre la Terra i el Sol provoca un augment d'un 6,9% en energia solar que arriba a la Terra al periheli amb relació a l'afeli. Com que l'hemisferi sud està inclinat cap al Sol quan la Terra està més propera al Sol, l'hemisferi sud rep lleugerament més energia del Sol que l'hemisferi nord al llarg de l'any. Aquest efecte és molt menys significatiu que l'energia total per culpa de la inclinació axial, i la major part d'aquesta energia és absorbida per la proporció superior d'aigua a l'hemisferi sud.

## Lluna
| Diàmetre        | 3,474.8 km                   |
| Massa           | 7,349×1022 kg 8,1×1019 tones |
| Semieix major   | 384,400 km                   |
| Període orbital | 27 d 7 h 43,7 m              |

La Terra té un satèl·lit natural, la Lluna, que orbita al voltant de la Terra cada 27 1/3 dies. Així que hi ha un moviment de la Lluna respecte al Sol i les estrelles fixes a una velocitat d'aproximadament 12 °/dia, és a dir un diàmetre de la Lluna cada hora, en la direcció oposada al de la rotació diària del cel.
Vist des del pol nord de la Terra, el moviment de la Terra, i la Lluna així com els seus moviments de rotació són tots directes (en sentit contrari a les agulles del rellotge).
El pla de l'equador i el pla de l'eclíptica formen un angle d'uns 23,5 graus. Això causa les estacions en la Terra. El pla de l'òrbita de la Lluna està inclinat aproximadament 5 graus respecte a l'eclíptica. Si no fos així, hi hauria un eclipsi de Sol i un de Lluna tots els mesos.
La Lluna té un quart del diàmetre de la Terra. Quan comparem aquesta relació planeta-satèl·lit amb les de la resta de planetes del sistema solar, veiem que no n'hi ha cap que tingui un satèl·lit tan gran amb relació a la mida del planeta, excepte el sistema Plutó-Caront.
L'atracció gravitatòria entre la Terra i la Lluna causa les marees a la Terra. El mateix efecte a la Lluna fa que el seu període de rotació sigui igual que el període orbital. Com a resultat, la Lluna sempre presenta la mateixa cara a la Terra. En el seu moviment al voltant de la Terra diferents fraccions de la Lluna són il·luminades pel Sol, presentant un cicle complet de fases lunars.
A causa de l'acceleració de les marees, la Lluna s'allunya a raó de 38 mm per any. Al llarg dels mil·lennis, aquestes petites modificacions juntament amb l'allargament del dia terrestre en 23 µs per any, van sumant canvis significatius. Durant el període Devonià, per exemple, (fa aproximadament 410 milions d'anys) un any tenia 400 dies, essent cada un de 21,8 hores.
La Lluna pot causar una variació moderada del clima terrestre. Les simulacions per ordinador mostren que la força d'atracció de la Lluna cap a la protuberància equatorial de la Terra causen una estabilització de la inclinació de l'eix de rotació, produint una variació moderada del clima. Sense aquesta estabilització alguns científics pensen que l'eix de rotació podria ser caòticament inestable, com pareix ocórrer en el planeta Mart. Si l'eix de rotació de la Terra s'acostés a l'eclíptica, la variació estacional del clima seria summament severa. Un pol apuntaria directament cap al Sol durant estiu i mentre per a l'altre seria nit permanent en hivern. Els científics que han estudiat l'efecte pensen que això causaria la desaparició de la vida, afectant animals i plantes grans.
La Lluna vista des de la Terra, té la mateixa grandària angular que el Sol (el Sol és 400 vegades més gran, però està 400 vegades més lluny que la Lluna). Açò permet que hi hagi eclipsis de sol totals.

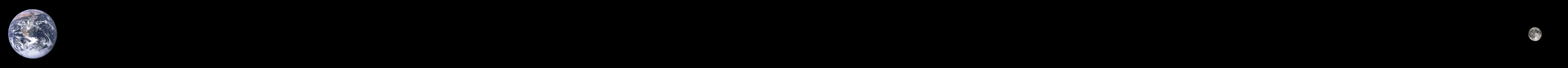
Una representació a escala de les mides relatives i distància entre la Terra i la Lluna.

L'origen de la Lluna és desconegut, però la hipòtesi més acceptada actualment és que es va formar per la col·lisió d'un protoplaneta de la grandària de Mart quan la Terra era jove. Aquesta hipòtesi explica la relativa manca de ferro i d'elements volàtils a la Lluna, i el fet que la seva composició sigui molt semblant a la de l'escorça terrestre.
La Terra té com a mínim dos asteroides coorbitals, l'asteroide (3753) Cruithne i el 2002 AA29.

## Habitabilitat
Un planeta capaç de sostenir la vida és anomenat habitable, fins i tot si no se n'hi ha originat. La Terra té els requisits per a les condicions d'aigua líquida, un ambient en què molècules orgàniques complexes es poden assemblar, i suficient energia per sostenir el metabolisme dels éssers vius. La distància de la Terra al Sol, així com la seva excentricitat orbital, velocitat de rotació, inclinació axial, història geològica, atmosfera sostinguda i camp magnètic protector contribueixen a les condicions necessàries per originar i sostenir la vida en el planeta.

### Biosfera
De vegades es diu que les formes del planeta formen una «biosfera». Es creu que la biosfera va començar a evolucionar fa uns 3.500 milions d'anys. La biosfera es divideix en diversos biomes, habitades per plantes i animals similars. A la Terra, els biomes se separen principalment per diferències en latitud, altitud sobre el nivell del mar i humitat. Als biomes terrestres que es troben dins dels cercles àrtic o antàrtic, a grans altituds o àrees àrides no hi abunda massa la vida; el pic de diversitat d'espècies es troba a terres baixes humides a latituds equatorials.
La Hipòtesi Gaia o teoria de Gaia és un model científic de la biosfera terrestre formulat pel biòleg James Lovelock, que suggereix que la vida sobre la Terra organitza les condicions climàtiques per a afavorir el seu propi desenvolupament.

### Recursos naturals i ús de la terra
| Ús de la terra       | Percentatge |
| -------------------- | ----------- |
| Terra treballable:   | 13.13%      |
| Cultius permanents:  | 4.71%       |
| Pastures permanents: | 26%         |
| Boscos:              | 32%         |
| Àrees urbanes:       | 1,5%        |
| Altres:              | 30%         |

La terra proveeix de recursos que són explotables per humans per als seus propòsits. Alguns d'aquests són no renovables, com els combustibles fòssils, que són difícils de recuperar a petita escala.
De l'escorça terrestre s'exploten grans dipòsits de combustibles fòssils tals com el carbó, el petroli, el gas natural i hidrat de metà. Aquests dipòsits són emprats pels éssers humans tant per a la producció d'energia com a matèria primera per a la producció química. Les menes, cossos minerals, també s'han anat formant a la Terra mitjançant el procés anomenat mena gènesi, resultant de l'erosió i la tectònica de plaques. Aquests cossos formen fonts concentrades de diversos metalls i altres elements químics útils.
La biosfera de la Terra produeix molts recursos útils per als humans, incloent-hi (però lluny de limitar-se a això) menjar, fusta, medicaments, oxigen i el reciclatge de diversos residus orgànics. Els ecosistemes terrestres depenen de la fertilitat de la terra i de l'aigua dolça, mentre que els ecosistemes oceànics dels nutrients dissolts provinents de la terra. Els humans també fan servir l'àrea de la terra fent servir materials de construcció per edificar habitatges.

### Perills naturals i ambientals
Grans superfícies de la superfície de la Terra són subjectes a clima extrem com ciclons tropicals, huracans, o tifons que dominen la vida en aquestes àrees. Durant el període 1980-2000, aquests esdeveniments provocaven una mitjana d'11.800 morts per any. Molts llocs són subjectes a terratrèmols, esllavissades, tsunamis, erupcions volcàniques, tornados, dolines, torbs, inundacions, sequeres, incendis, i altres desastres.
Moltes àrees localitzades són subjectes a contaminació humana de l'aire i l'aigua, pluja àcida i substàncies tòxiques, pèrdua de vegetació, pèrdua de vida salvatge, extinció d'espècies, degradació del sol, erosió, i introducció d'espècies invasores.
D'acord amb les Nacions Unides, existeix un consens científic que relaciona activitats humanes amb l'escalfament global a causa d'emissions de diòxid de carboni industrials. Es prediu que provoqui canvis com la fosa de les glaceres i capes de gel, temperatures més extremes, canvis significatius al clima i una pujada del nivell del mar.

### Geografia humana

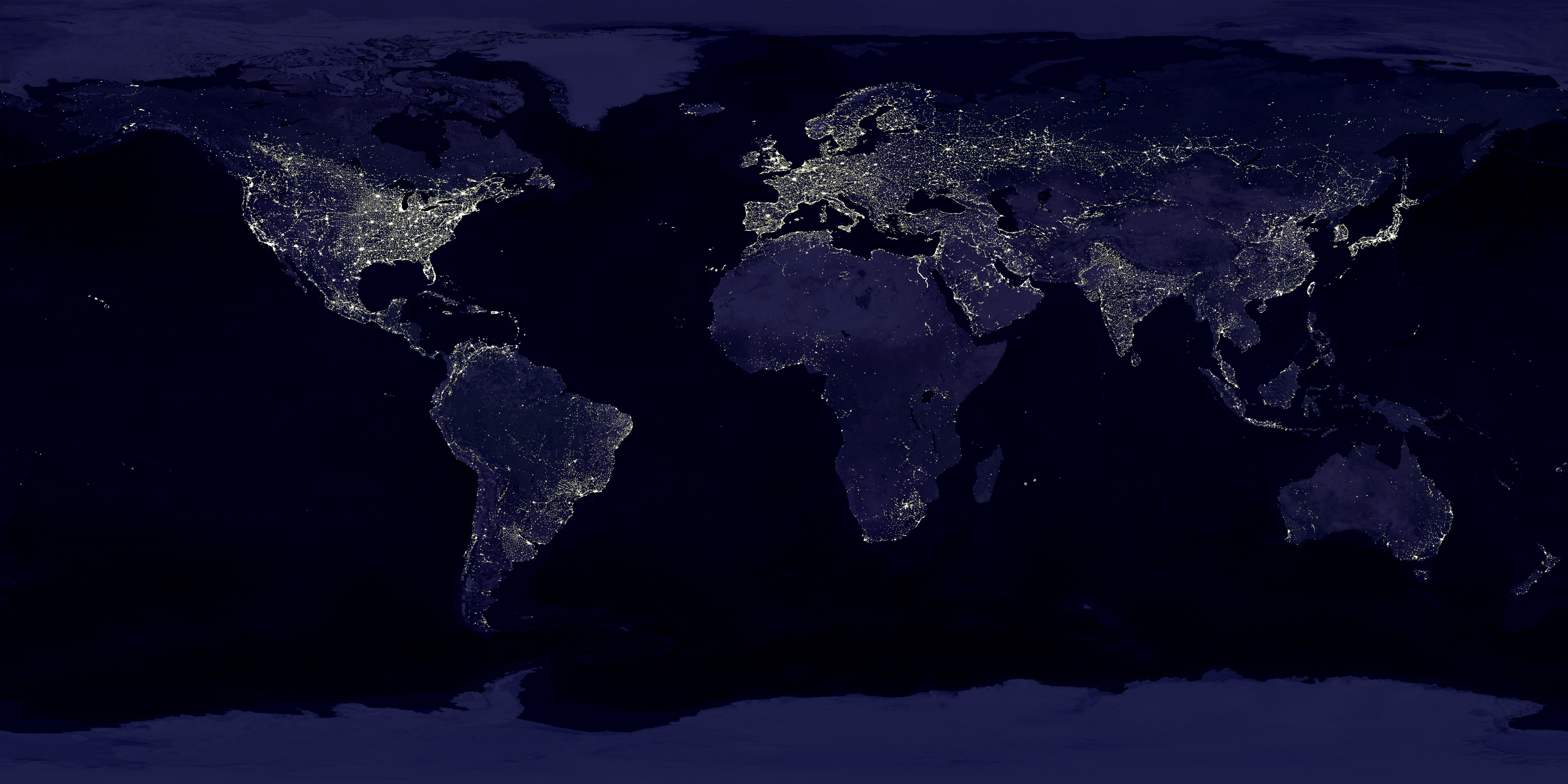
La Terra de nit. Aquesta imatge no és fotogràfica, i molts llocs són més brillants que com apareixerien a un observador directe.

La Terra és la llar d'aproximadament 7.500.000.000 de persones al gener del 2018, però les estimacions indiquen que la població mundial arribarà a 9.200 milions el 2050, amb un major creixement de la població localitzat als països en vies de desenvolupament. La densitat de població varia considerablement entre les diferents regions del planeta, que està dividit en 5 continents -Àfrica, Amèrica, Àsia, Europa i Oceania- i 2 pols: l'Àrtic i l'Antàrtic (que rodeja el Pol Sud i és considerat per alguns exploradors, com l'últim continent descobert -com és el cas de Charles Wilkes el 1838; encara que pocs més ho van fer fins després de la Segona Guerra Mundial-). Cal remarcar que la densitat de població és més gran al continent asiàtic. A més, s'estima que a partir del 2020, aproximadament el 60% de la població mundial viurà en zones urbanes.
S'estima que només una vuitena part de la superfície de la Terra és adequada perquè hi puguin viure els éssers humans. Tres quartes parts de la Terra estan cobertes per oceans, i la meitat de la superfície de terra és o bé deserta (14%), muntanyes altes (27%), o altres terrenys no adequats. L'assentament humà permanent més al nord és Alert, a Ellesmere de Nunavut (Canadà). (82° 28′ N). El que es troba més al sud és l'estació Amundsen-Scott a l'Antàrtida, gairebé exactament al Pol Sud (90°S).
Els estats sobirans independents reclamen gairebé tota la superfície de terra del planeta, excepte algunes parts de l'Antàrtida i la terra de Bir Tawil entre Egipte i Sudan. El 2022 hi ha més de 200 estats sobirans, incloent-hi els 193 membres de les Nacions Unides. A part, hi ha una seixantena territoris dependents, i una sèrie d'àrees autònomes, territoris sota disputa, i altres entitats. Històricament, la Terra mai ha tingut un govern sobirà amb autoritat sobre tot el planeta, tot i que algunes nacions han intentat tenir el domini del món i han fracassat.
Les Nacions Unides són una organització internacional que es va crear amb l'objectiu d'intervenir en les disputes entre nacions, intentant evitar un conflicte armat. Tanmateix, no és un govern mundial. Les Nacions Unides són principalment un fòrum per a diplomàcia internacional i llei internacional. Si hi ha consens entre els membres, té un mecanisme per a intervenció armada.
El primer humà a entrar en òrbita a la Terra va ser Iuri Gagarin el 12 d'abril de 1961. En total, unes 400 persones han visitat l'espai exterior i han arribat a l'òrbita de la Terra a data del 2004 i, d'aquestes 400, dotze han caminat a la Lluna. Normalment els únics humans a l'espai són els que es troben a l'Estació Espacial Internacional. La tripulació de l'estació, de sis persones, se substitueix típicament cada sis mesos. Els humans que han arribat més lluny de la Terra són la tripulació de l'Apollo 13 del 1970, que van arribar a 400.171 km.

## Origen
La formació del planeta Terra està datada en 4,54·10⁹ anys. El seu origen com a planeta ha de trobar-se lligat a l'origen i formació de la resta dels planetes del sistema solar. Bàsicament, i donant tan sols unes breus pinzellades sobre aquesta qüestió, direm que s'han proposat fonamentalment dues teories al respecte:
1. Teories catastrofistes (origen calent): Els planetes es varen formar a partir d'una «llengua» de material solar (gasos incandescents) produïda a conseqüència del pas d'altra estrella per les proximitats del Sol.[97] Un posterior refredament d'aquest material va permetre als planetes així formats passar primerament per una etapa líquida, i finalment per una etapa sòlida. Aquest pas intermedi (etapa líquida) hauria permès una decantació (separació dels materials per densitat) dels elements en capes concèntriques, com està comprovat que passa a la Terra. La calor interna de la Terra, segons esta teoria, provindria de l'energia original. La forma de fus que té la distribució dels planetes del sistema solar, sembla un argument a favor d'una «llengua» inicial de material com a origen dels planetes; però, per altra banda, no hi ha una plena justificació per a no considerar altres possibilitats admetent la hipòtesi del pas d'altra estrella (per exemple: que el material solar inicial s'haguera dispersat a l'espai en comptes de donar lloc als planetes). Aquestes teories es consideren actualment descartades.[97]
2. Teoria de la nebulosa primitiva (origen fred): És la teoria més acceptada actualment (inicialment proposada per Kant i Laplace).[97] Aquesta teoria considera que el Sol i els planetes es varen formar a partir d'una nebulosa original per concentració de la matèria freda que la formava. Pel que fa al Sol, la mateixa energia gravitacional és la que va donar lloc al començament de les reaccions nuclears de fusió. Els planetes es varen formar a partir de protoplanetes (semblants a meteorits) per un procés de creixement per atracció gravitatòria i xocs (procés d'acreció).[97] Durant aquest procés, la temperatura dels planetes hauria arribat als 8.000-10.000 °C, i hauria permès la fusió dels elements i la separació en capes concèntriques en funció de les seves densitats. El posterior refredament hauria solidificat la part externa aïllant l'interior de pèrdues energètiques (la calor interna tindria un origen primordial).

## Punt de vista cultural

La primera fotografia feta per astronautes d'una «sortida de la Terra», de l'Apollo 8.

Contràriament a la resta dels planetes del sistema solar, la humanitat no va començar a veure la Terra com a objecte en moviment al voltant del Sol fins al segle xvi. La Terra s'ha personificat sovint com a deïtat, particularment deessa. En moltes cultures la deessa mare també es representa com a deessa de la fertilitat. Els mites de la creació en moltes religions inclouen la creació de la Terra per una deïtat sobrenatural o deïtats.
Al passat, hi havia creença en una Terra plana, però va quedar obsolet amb el concepte d'una Terra esfèrica a causa d'observacions i circumnavegació. La perspectiva humana sobre la Terra ha canviat amb el vol espacial, i la biosfera es veu actualment des d'una perspectiva integrada globalment. Això es reflecteix en un moviment ecologista que està preocupat en els efectes de la humanitat sobre el planeta.